# Luís Fernando Freire
Luís Fernando de Oliveira Freire (Rio de Janeiro, 25 de setembro de 1938), também conhecido como Lula Freire,  é um administrador de empresas, editor,  compositor e político brasileiro.

## Dados biográficos

### Vida de compositor
Filho de Vitorino de Brito Freire e Maria Helena de Oliveira Freire, nasceu no Rio de Janeiro formando-se em Administração em 1958 pela Pontifícia Universidade Católica do Rio de Janeiro. Começa a compor ao final dos anos 1950 influenciado por intérpretes e compositores da Bossa Nova que frequentavam sua casa. Ao lado de Chico Feitosa compôs "Passarinho", gravada em 1959 por Sérgio Ricardo e cujo sucesso fez de Lula Freire parceiro de Baden Powell, Edu Lobo, Roberto Menescal, Durval Ferreira e Candinho.

### Carreira política
Trabalhou no Senado Federal assessorando o pai e o senador Gilberto Marinho até 1960 quando foi nomeado conselheiro da Companhia Urbanizadora da Nova Capital em Brasília. Subchefe de gabinete do primeiro-ministro Tancredo Neves, deixou o cargo para eleger-se deputado federal pelo PSD do Maranhão em 1962 por fidelidade política ao pai. Com a outorga do bipartidarismo pelo Ato Institucional Número Dois optou pela ARENA, partido de sustentação do Regime Militar de 1964.
Em 1974 foi eleito suplente do senador Henrique de La Rocque, que em maio de 1980 foi nomeado ministro do Tribunal de Contas da União, fato que levou à efetivação de Freire em setembro. Dois meses depois da posse saiu do PDS devido a críticas dirigidas à memória do pai publicadas em O Estado do Maranhão, jornal pertencente a José Sarney, antigo adversário de Vitorino Freire e nem mesmo um pedido de desculpas o impediu de ingressar no PP sob a presidência de Tancredo Neves. Contudo, a incorporação de seu novo partido ao PMDB no final de 1981, trouxe Freire de volta ao PDS.
Candidato a reeleição por uma sublegenda do PDS em 1982, figurou como primeiro suplente de João Castelo ao final da apuração. Com a instauração da Nova República  filiou-se ao PFL e anos depois deixou a política.